# Hollywood
För andra betydelser, se Hollywood (olika betydelser).

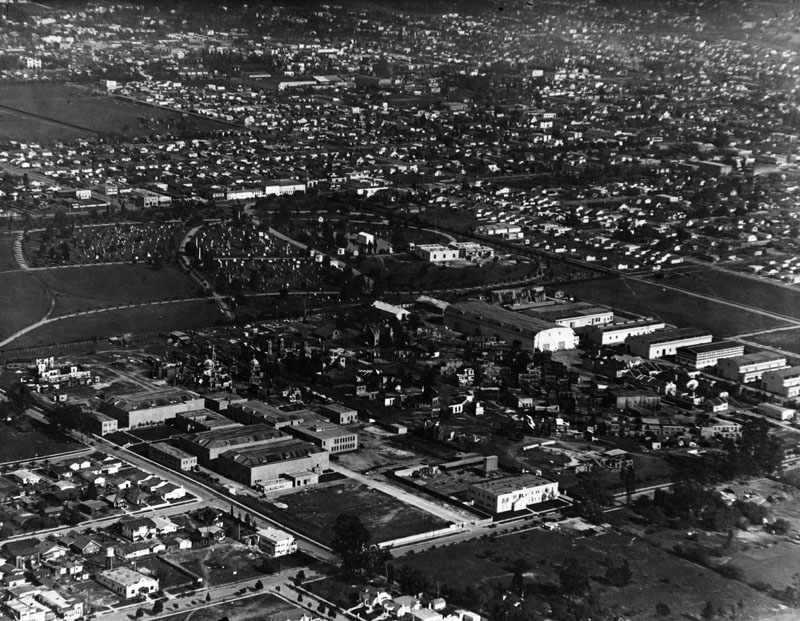
Filmstudior i Hollywood 1922.

Hollywood är ett distrikt i Los Angeles, Kalifornien där USA:s filmcentrum finns. Därför syftar "Hollywood" även ofta på den amerikanska filmbranschen som metonym. I Hollywood görs även merparten av de amerikanska tv-serierna. Hollywood hade år 2015 cirka 210 000 invånare.
Det är inte brukligt att exakt definiera gränserna för distrikt i Los Angeles-området men ett undantag har gjorts för Hollywood. Sedan den 28 augusti 2006 ingår även områdena Griffith Park och Los Feliz i den stadsdel som definieras som Hollywood och hela detta område hade sammanlagt 208 237 invånare år 2000.

## Historia

### Tidig historia
På platsen fanns ett jordbrukssamhälle, Cahuenga på 1870-talet. Hobart Johnstone Whitley kom till området på 1880-talet och utvecklade staden från ett litet samhälle byggt av Harvey Wilcox på religiösa nykterhets-grunder till det betydligt glamorösare Hollywood. Namnet förekom första gången på en karta från 1887. År 1900 var Cahuenga ett samhälle med runt 500 invånare. 1902 byggde Whitley det berömda Hollywood Hotel. Tågförbindelse med Los Angeles förbättrades och 1910 blev Hollywood annekterat till en del av Los Angeles och fick del av stadens vatten- och avloppssystem. 

### Hollywood blir USA:s filmhuvudstad

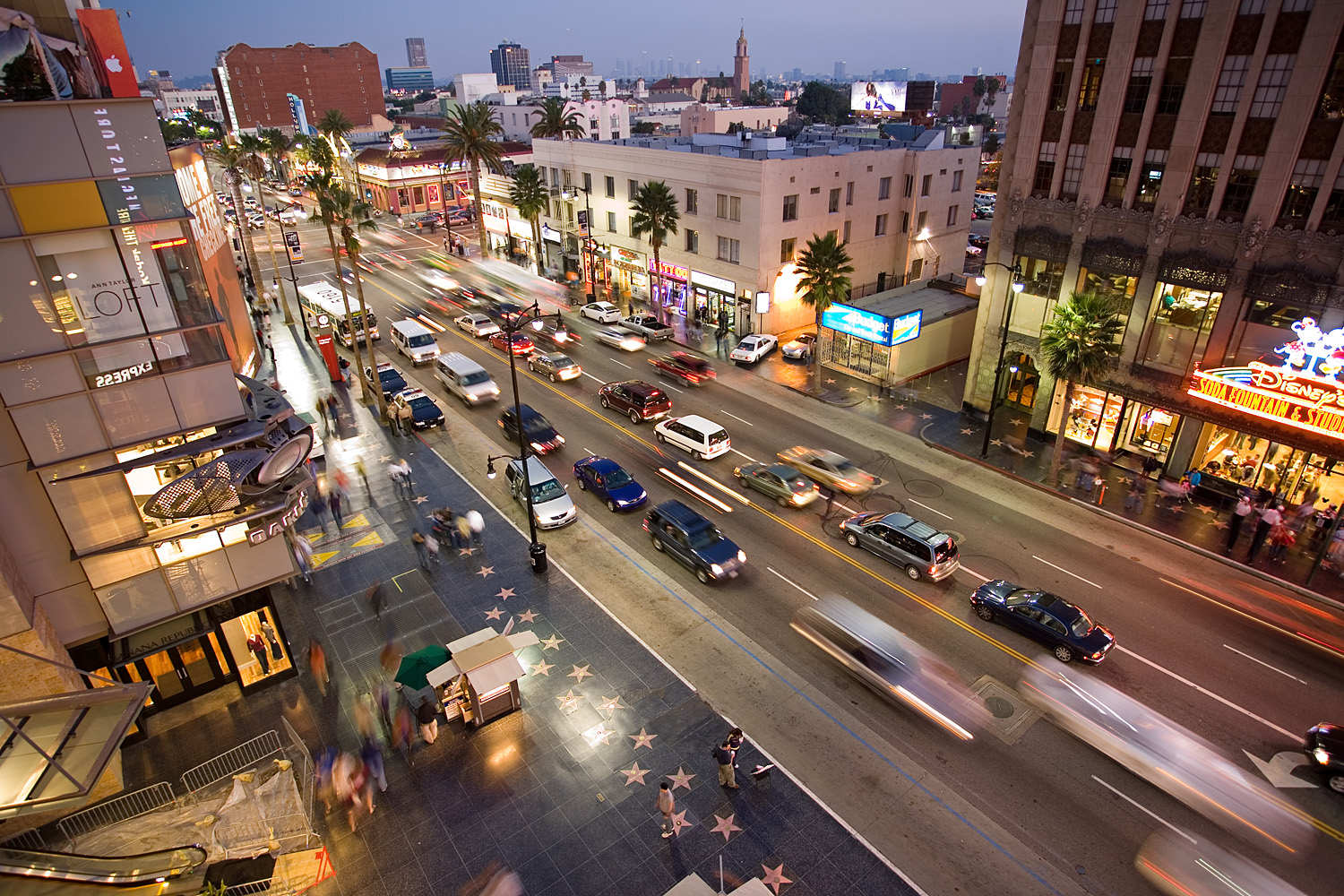
Hollywood Boulevard med det berömda Hollywood Walk of Fame.

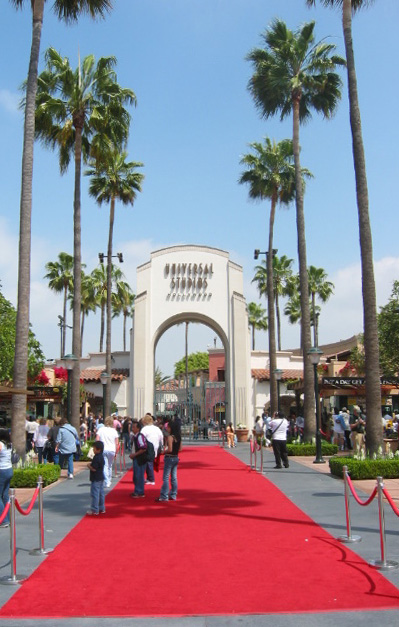
Universal Studios.

I filmens barndom hade USA:s stora filmcentrum varit New York. Men av flera orsaker flyttade flera av de stora filmbolagen till västkusten: Los Angeles har fler soltimmar per dygn och mer förutsägbart väder. En annan viktig anledning var att man ville komma längre ifrån Thomas Edison och dennes Motion Picture Patents Company (även kallat Edison Trust) som genom sina patent på film hade rätt till royalty. 
Biograph Company – med D.W. Griffith i spetsen, tillsammans med bland andra skådespelarna Lillian Gish, Mary Pickford och Lionel Barrymore – flyttade sin verksamhet till Hollywood. De började sin verksamhet vid Georgia Street i Los Angeles 1910 men flyttade inom kort norrut till Hollywood. Nestor Studios var den första studion som grundades i Hollywood, 1911. Den första film som filmades i Hollywood var Griffiths In Old California (1910). Efter Biographs framgångar i Hollywood och lockade av bland annat klimatet flyttade många andra filmbolag dit strax före första världskriget och kring 1915 var majoriteten av landets filmindustri verksam i området kring Los Angeles. Cecil B. DeMilles The Squaw Man (1914) var den första långfilmen från Hollywood och Griffiths episka Nationens födelse (1915) en av de mest betydande storfilmerna.
Från ljudfilmens genombrott 1927-28, fram till runt 1949 var vad som kallas Hollywoods guldålder, då åtta filmstudios totalt dominerade filmmarknaden. Fem av dessa (Loew's/MGM, Paramount, Fox (efter 1935 20th Century-Fox), Warner Bros. och RKO) var vertikalt integrerade och ägde både produktionsstudios, distribution och stora biografkedjor. De tre mindre var Universal, Columbia och United Artists (Universal och Columbia ägde biografer, men dock ett mindre antal). 1939 hade dessa åtta en sammanlagd marknadsandel på 96 procent. Efter en konkurrensrättslig dom (United States v. Paramount Pictures, Inc.) 1948 tvingades de stora filmbolagen sälja sina biografkedjor och så kallad "block booking" (att sälja flera filmer paketvis till oberoende biografer – de som ville köpa en viss film tvingades köpa även andra filmer av samma bolag) förbjöds. I och med detta kom studiosystemet att få minskad betydelse. 
Den kända Hollywoodskylten restes 1923 för att göra reklam för husbyggande i området. Då stod där Hollywoodland, men i samband med en renovering 1949 togs de sista fyra bokstäverna bort. 1978 renoverades skylten igen. "Hollywood" skrivet med skyltens bokstavsstil är nu ett registrerat varumärke och får endast användas med handelskammarens godkännande. Hollywood Walk of Fame inrättades 1958 och den första stjärnan placerades ut 1960, till skådespelaren Joanne Woodward.

### Dagens Hollywood
Idag är de flesta av filmbolagen belägna i andra stadsdelar, exempelvis Burbank, San Fernando Valley (The Valley ) och Culver City. Av de stora bolagen, "The Hollywood Majors", har bara Paramount sin adress inom egentliga Hollywood, på Melrose Avenue.

### Andra filmcentrum
Vissa filmcentrum i länder runt om i världen har smeknamn som kommer från Hollywood:
- "Bollywood", indiska filmindustrin som är baserad i Bombay (Mumbai), Indien
- "Dhallywood", bangladesiska filmindustrin som är baserad i Dhaka, Bangladesh
- "Hollywood North", huvudsakligen USA-finansierade produktioner i Kanada (främst Vancouver och Toronto)
- "Kollywood", tamilska filmindustrin som är baserat i Kodambakkam, Chennai, i delstaten Tamil Nadu i södra Indien
- "Lollywood", pakistanska filmindustrin
- "Nollywood", nigerianska filmindustrin
- "Ollywood", som brukar användas för filmindustrin i delstaten Orissa i Indien
- "Trollywood", svenska filmindustrin som till stor del är baserad i Trollhättan

## Hollywoods bostadsområden och samhälle
- Beachwood Canyon
- Cahuenga Pass
- Hollywood Downtown/Civic area
- Hollywood Hills
  - Hollywood Heights
  - Laurel Canyon
  - Mount Olympus
  - Nichols Canyon
  - Outpost Estates
  - Sunset Hills
  - Whitley Heights
- East Hollywood
  - Little Armenia
  - Thai Town
  - Virgil Village
- Melrose District
- Melrose Hill
- Sierra Vista
- Spaulding Square
- Yucca Corridor